# Душан Поповић (шахиста)
Душан Поповић (Сомбор, 28. фебруар 1983) је српски шаховски велемајстор. Дипломирао на Економском факултету у Новом Саду.  

## Шаховска каријера
Душан Поповић је вишеструки кадетски првак Југославије у шаху. Један од најмлађих олимпијских репрезентативаца који је направио четврти најбољи резултат на својој табли на олимпијади у Торину 2006. када му је и званично од светске шаховске организације призната титула велемајстора.
Поповић је представљао СР Југославију на Шаховској олимпијади 2006. и Србију 2012. године. Његов најбољи резултат био је на Олимпијади 2006. када је постигао 9½ од 13 партија (6 победа и 7 ремија).
Почетком 2008. Поповић је заузео прво место на јаком међународном турниру у Бизовцу у Хрватској. 2012. био је победник на Гран при турниру у Гучи, који се бодовао за појединачно првенство Балкана у шаху. Победио је 2013. на Рапид турниру "Војка 2013" и на Викенд турниру ШК Водовод. 2023. је победио на 24. Међународном брзопотезном шаховском турниру у Борову у конкуренцији 77 шахиста.